# 奧利夫赫斯特 (加利福尼亞州)
奧利夫赫斯特（英語：Olivehurst）是位於美國加利福尼亞州尤巴縣的一個人口普查指定地區。

## 地理
奧利夫赫斯特的座標為39°05′44″N 121°33′08″W / 39.09556°N 121.55222°W，而該地最高點為海拔高度20米（即66英尺）。

## 人口
根據2010年美國人口普查的數據，奧利夫赫斯特的面積為19.354平方千米，當中陸地面積為19.354平方千米，而水域面積為0.000平方千米。當地共有人口13656人，而人口密度為每平方千米705人。